# Antigua Facultad de Medicina de San Carlos
La antigua Facultad de Medicina de San Carlos es un edificio de la ciudad española de Madrid, con la consideración de bien de interés cultural.

## Descripción
Construido en el siglo XIX, el inmueble se ubica en la acera sur de la calle de Atocha, en Madrid. Fue inicialmente un colegio de cirugía, para posteriormente pasar a utilizarse como facultad de medicina. En el proyecto inicial, erección y subsiguientes reformas participaron diversos arquitectos, si bien sus hechuras básicas podrían atribuirse a Tiburcio Pérez Cuervo. Se trata de un edificio de planta cuadrada, estructurado entorno a un gran patio interior. La más destacable de sus salas es el llamado "Anfiteatro Anatómico", inspirado en el que trazó Jacques Gondouin para la Escuela de Cirugía de París.
Algunas de las figuras más importantes de la medicina española, como Santiago Ramón y Cajal, uno de los médicos y científicos más relevantes de la historia, impartieron su magisterio en sus salas y laboratorios. El aula en la que Cajal impartía sus clases en el edificio aún se conserva intacta.

## Estatus patrimonial
El 4 de julio de 1997 el edificio fue declarado Bien de Interés Cultural, en la categoría de monumento, mediante un real decreto publicado el 13 de agosto de ese mismo año en el Boletín Oficial del Estado, con la rúbrica del rey Juan Carlos I y de la ministra de Educación y Cultura, Esperanza Aguirre.
En julio de 2025, el Ministerio de Ciencia anunció su intención de utilizar parte de la Antigua Facultad de Medicina de San Carlos como sede del nuevo Museo Cajal, una idea que ya había sido propuesta en la década de 1970.